# Малый Козихинский переулок
Ма́лый Кози́хинский переу́лок — улица в центре Москвы у Патриарших прудов на Пресне между Малой Бронной улицей и Трёхпрудным переулком.

## Происхождение названия
В XIV веке здесь было урочище Козье Болото, в XVI—XVII веках — патриаршая слобода Козье Болото. Позже эта местность в старомосковском просторечии стала называться Козихой, откуда в XVIII веке возникло название Большого и Малого Козихинских переулков.

## Описание

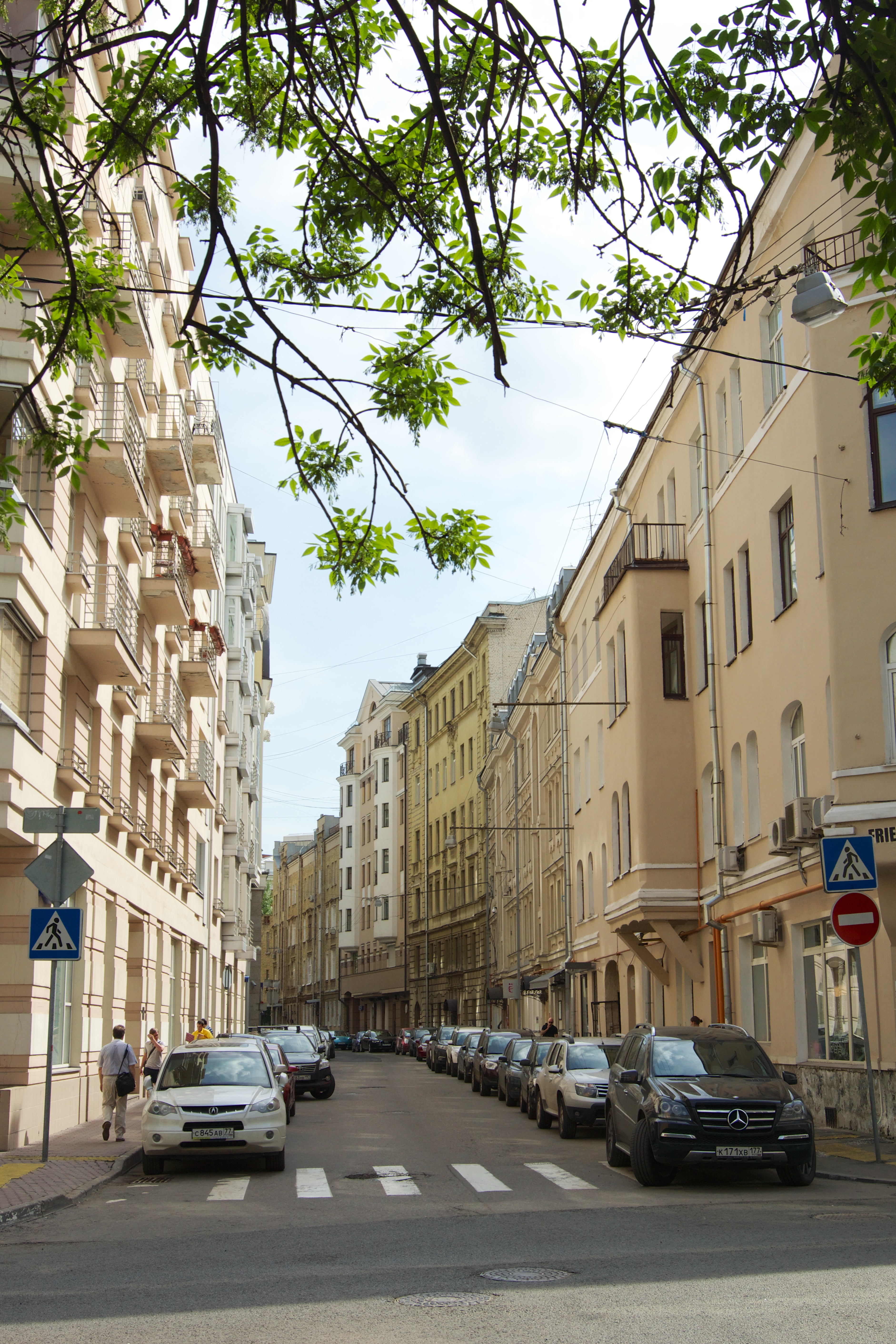
Малый Козихинский переулок, вид с перекрестка с Большим Козихинским, 2013 г.

Малый Козихинский переулок начинается от Малой Бронной напротив Патриаршего пруда недалеко от Большого Патриаршего переулка, проходит на северо-восток, пересекает Большой Козихинский и Трёхпрудный и заканчивается тупиком.

## Примечательные здания и сооружения
Нечётная сторона
- № 1/30 — жилой дом (1927, архитектор Г. К. Олтаржевский)
- № 3 — жилой дом (1999—2002, архитекторы С. Ткаченко, А. Казаков, В. Казакова, А. Переладов другие)[1].
- № 11 — На этом месте стояли исторические строения, снесённые Студией Никиты Михалкова «ТриТэ» для строительства на их месте гостиницы по проекту архитектурного бюро А. Воронцова.[2] В конце октября 2010 года жители близлежащих домов обратились в мэрию Москвы с протестом против продолжения строительства. Жители просят пересмотреть проект, уменьшить высотность гостиницы, отказать в строительстве подземного гаража и воссоздать исторические фасады снесенных строений.[3] Среди активных противников стройки выступает актриса Т. Догилева, вместе с другими местными жителями пикетировавшая стройку.[4][5] 8 декабря 2010 года местных жителей, пришедших на прием к префекту ЦАО Байдакову, среди которых была Догилева, обвинили в захвате префектуры. Префект ЦАO заявил, что строительство гостиницы Михалкова будет продолжено.[6]

Чётная сторона
- № 2 — Доходный дом (1887, архитектор А. З. Захаров)
- № 4 — Дом Дамского попечительства о бедных ведомства учреждений Императрицы Марии (1904, архитектор С. С. Шуцман, совместно с Н. С. Шуцманом (предположительно в проектировании приняли участие Л. Н. Кекушев и К. Ф. Буров)[7][8]). В доме жил политический деятель П. П. Юренев[9]. В настоящее время здесь размещается московский театр «Киноспектакль».
- № 6 — В 1860-х годах в стоявшем на этом месте доме жил Василий Яковлевич Цингер (1836—1907), математик и ботаник, один из основателей Московского математического общества, позже его президент[10].
- № 8 — Доходный дом В. Н. Субботина (1907, архитектор П. В. Харко)
- № 10 — Доходный дом С. И. Пузенкова (1903, архитектор В. И. Мясников; перестроен в 1912 году архитектором П. В. Харко). В доме жил историк Лев Черепнин[11].
- № 12 — Доходный дом (1914, архитектор В. Д. Глазов). 6 декабря 2010 года в доме, жильцы которого активно протестовали против строительства гостиницы студии «Тритэ» Никиты Михалкова, произошел пожар. В качестве предварительной версии пожара было названо замыкание в электропроводке. Однако жители дома уверены, что пожар явился следствием поджога.[12]